# Enrique Normand Faurie
Enrique Normand Faurie (4 de diciembre de 1885, Valladolid - 14 de octubre de 1955, Madrid), fue un futbolista franco-español, y jugador histórico del Real Madrid Club de Fútbol —bajo su primigenia denominación de Madrid Foot-ball Club—, durante los años 1900 y 1910. Desempeñado como centrocampista, una vez retirado se afincó en Sevilla, donde fue directivo del Real Betis Balompié y uno de los fundadores del Real Club de Tenis Betis.
De formación ingeniero insustrial, y específicamente del Cuerpo de Ingenieros Industriales del Estado al servicio de la Hacienda pública, pasó unos años en Barcelona como delegado e inspector de Hacienda.

## Biografía
Nacido en Valladolid de padres franceses y pronto afincado en Madrid, Enrique —o Henri en su vocablo francófono por el que también era conocido—, fue ingeniero industrial y trabajó de funcionario para la Hacienda española. Terminó sus estudios al tiempo que practicaba su principal entretenimiento, el foot-ball, de la que llegó a ser una de las primeras personalidades de la capital junto a varios de sus coetáneos.
Fue uno de los noveles y entusiastas équipiers que perteneció a uno de los primeros protoclubes de foot-ball surgidos a finales del siglo XIX, el Foot-Ball Sky. Este fue el antecesor del Madrid Foot-Ball Club, sociedad de la que también fue parte de su oficialización en 1902, y en la que jugó hasta 1915.
En 1909 juega de forma esporádica con el Foot-Ball Club Barcelona un partido de la séptima edición del Campeonato de España, del día 5 de abril, ante el Español de Madrid, algo habitual en la época donde equipos se reforzaban en partidos del citado campeonato con jugadores de otros equipos a modo de préstamo. Posiblemente se diera el hecho a raíz de sus constantes cambios de domicilio por motivos laborales, y así las cosas, y tras una segunda etapa, rescindió su contrato de las filas madrileñas en 1915 y se unió fugazmente al Stade Français, su último club. Fue el caso inverso al que experimentaron José Quirante y Charles Wallace el año anterior, cuando perteneciendo a la disciplina barcelonista disputaron un encuentro en las filas madridistas.
Tras su retiro como jugador se afincó en Sevilla, donde fundó el entonces Betis Tennis Club al tiempo que era directivo del Real Betis Balompié.

## Estadísticas

### Clubes
Existen crónicas de 1907 que anunciaban su salida del club madrileño en vistas a una previsible disolución del club. Sin embargo esta no llegó a producirse, y no abandonó el club hasta 1915. En 1909 aparece como figurante del F. C. Barcelona en dos partidos, sólo uno oficial, entre el 5 y el 7 de abril de 1909 en Madrid y a modo de préstamo. El club, que ese año no se clasificó para el séptima edición del Campeonato de España, tuvo a bien ceder a varios de sus jugadores a los equipos contendientes. Así recaló Normand en sus filas, pese a las airadas protestas de otros clubes. Al perder su correspondiente semifinal ante el Español de Madrid y quedar por tanto eliminado, y como solía suceder en estos casos, la cuestión no fue a mayores. El contratiempo permitió que jugase ese segundo encuentro amistoso ante el perdedor de la otra semifinal, el Athletic Club, antes de que el equipo volviera a Barcelona, y Normand, a Madrid, de donde no salió.
Aguanís - BDfutbol - CeroACero.